# George H. W. Bush
George Herbert Walker Bush, GCB, (n. 12 iunie 1924, Milton⁠(d), Massachusetts, SUA – d. 30 noiembrie 2018, Houston, Texas, SUA) a fost un politician american care a fost cel de-al patruzeci și treilea vicepreședinte (1981 - 1989) și cel de-al patruzeci și unulea președinte al Statelor Unite ale Americii (1989 - 1993). Membru al Partidului Republican, înainte de a fi președinte, a servit ca congressman al House of Representatives din Texas (1967 - 1971), ambasador al SUA la Organizația Națiunilor Unite (1971 - 1973), președinte al Comitetului Național Republican⁠(d) (1973 - 1974), șef al Biroului de legătură al SUA în Republica Populară Chineză (1974 - 1976), director al Central Intelligence Agency (1976 - 1977), Președinte al First International Bank din Houston (1977 - 1980) și, ca cel de-al 43-lea vicepreședinte, sub președinția lui Ronald Reagan (1981 - 1989). Era cel mai în vârstă președinte și vicepreședinte în viață. Din anul 2000, el a fost numit "George H. W. Bush", "Bush 41", "Bush the Elder", sau "George Bush Senior" pentru a fi diferențiat de fiul său cel mai mare, George W. Bush, care a devenit cel de-al patruzeci și treilea președinte al SUA. Înainte ca fiul său să devină președinte, acesta era numit simplu George Bush sau Președintele Bush.

## Literatură
- George W. Bush: Ein Porträt meines Vaters. Koch, Höfen 2015, ISBN 978-3-85445-485-4 (Original 41: A Portrait Of My Father).
- Ryan J. Barilleaux, Stuckey, Mary E.: Leadership and the Bush Presidency: Prudence or Drift in an Era of Change. Praeger, New York 1992, ISBN 0-275-94418-2.
- Stephen J. Ducat: The Wimp Factor: Gender Gaps, Holy Wars, and the Politics of Anxious Masculinity. Beacon Press, Boston 2004, ISBN 0-8070-4344-3, Capitolul al III-lea : „The Wimp Factor: Performing Masculinity in the Presidential Career of George Herbert Walker Bush“ (Rezension).
- Michael Duffy, Goodgame, Dan: Marching in Place: The Status Quo Presidency of George Bush. Simon & Schuster, New York 1992, ISBN 0-671-73720-1.
- Marlin Fitzwater: Call the Briefing. Times Books, New York 1995, ISBN 978-0-7388-3458-0.
- John Robert Greene: The Presidency of George Bush. University Press of Kansas, Lawrence 2000, ISBN 0-7006-0993-8.
- Joe Hyams: Flight of the Avenger: George Bush at War. Harcourt Brace Jovanovic, San Diego 1991, ISBN 0-15-131469-1.
- Jon Meacham: Destiny and Power: The American Odyssey of George Herbert Walker Bush. Random House, New York 2015 (Vorschau, Besprechung bei USA Today, Besprechung bei Welt.de).
- John Podhoretz: Hell of a Ride: Backstage at the White House Follies, 1989–1993. Simon & Schuster, New York 1993, ISBN 0-671-79648-8.
- Jean Edward Smith: George Bush’s War. Henry Holt & Company, New York 1992, ISBN 0-8050-1388-1.
- Webster G. Tarpley, Chaitkin, Anton: George Bush: The Unauthorized Biography. Executive Intelligence Review, Washington 1991, ISBN 0-943235-05-7.
- Timothy Naftali: George H. W. Bush (= The American Presidents Series: The 41st President). Times Books, 2007, ISBN 978-0-8050-6966-2.